# Ronde van Midden-Brabant
De Ronde van Midden-Brabant is een Nederlandse wielerkoers in de provincie Noord-Brabant. Tot 1995 was het een ronde voor junioren. Na een conflict met de KNWU werd besloten er een koers voor elite renners van te maken. Vanaf de eerste editie voor elite renners in 1995 tot en met 2001 was het een eendagskoers. De ronde van 2002 bestond uit twee etappes, die van 2003 t/m 2005 uit drie etappes en die van 2006 en 2007 uit twee etappes. Vanaf 2008 is het echter weer gewoon een eendagskoers.
De wedstrijd wordt georganiseerd als nationaal evenement en maakt dus geen deel uit van de Europe Tour van de Internationale Wielerunie.
Bekende eindwinnaars van de Ronde van Midden-Brabant zijn Roy Curvers (2007) en Johnny Hoogerland (2008).